# أ. جاي جاس
أ. جاي جاس (بالإنجليزية: A. J. Gass)‏ هو لاعب كرة قدم كندية أمريكي، ولد في 29 نوفمبر 1975 في بيلفلاوير في الولايات المتحدة.